# Edwardskrone

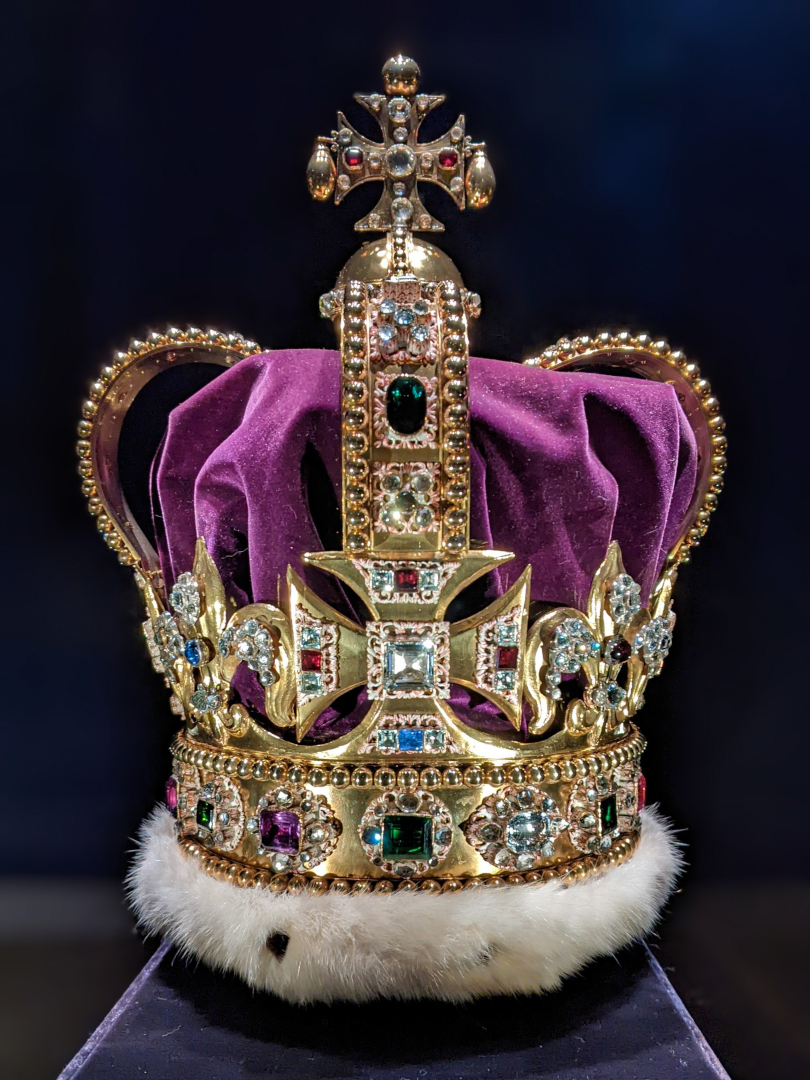
Die Edwardskrone

Die Edwardskrone (St.-Edwards-Krone, engl. Crown of Saint Edward) ist die älteste der britischen Königskronen und Teil der britischen Kronjuwelen im Tower of London. Sie wurde zunächst als Krönungskrone der englischen Monarchen verwendet und dient bis heute zur Krönung der britischen Monarchen.
Unterschieden werden muss dabei zwischen der ursprünglichen mittelalterlichen Edwardskrone, die 1649 im Zuge des Englischen Bürgerkriegs eingeschmolzen wurde, und der 1661 neugeschaffenen Edwardskrone, die bis heute erhalten ist.

## Die ursprüngliche Edwardskrone

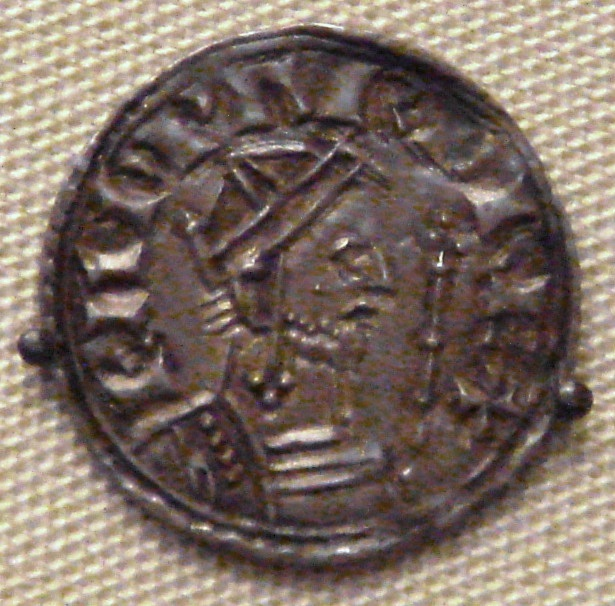
Münze König Eduards mit byzantinischer Kaiserkrone

Der Ursprung der Krone Eduards des Bekenners, auf den sich der Name der heutigen Krone bezieht, liegt möglicherweise im Jahre 1050. In diesem Jahr gab König Eduard die Fertigung einer imperialen Krone (corona imperialis) in Auftrag, für deren Fertigung große Mengen Gold und Edelsteine beschafft wurden. Zeitgleich ließ Eduard Münzen prägen, die ihn mit einer Krone im Stil byzantinischer Kaiser zeigen. Eindeutig als imperiale Bügelkrone wird die Edwardskrone seit dem späten Mittelalter beschrieben und auch die heutige Edwardskrone weist diese charakteristische Bügelform auf.
Der Legende nach soll die Krone jedoch noch einen viel älteren Ursprung haben. So soll ursprünglich Alfred der Große die Krone von Papst Leo IV., während seiner Krönung in Rom, überreicht bekommen haben.
Nach dem Tode Eduards 1066 und der anschließenden Eroberung Englands durch die Normannen ließ sich Wilhelm der Eroberer an Weihnachten des gleichen Jahres in der von Eduard gestifteten Westminster Abbey krönen. Wilhelm wollte mit dieser Krönung ein starkes Zeichen für die Legitimität und Kontinuität seiner umstrittenen Nachfolge setzen. Dennoch berichtet keine zeitgenössische Quelle davon, dass sich der neue König dabei mit der Krone seines Vorgängers Eduard krönen ließ. Viel mehr wird in dem zu Ehren der Krönung geschriebenen Lied von der Schlacht von Hastings beschrieben, dass Wilhelm eine völlig neue Krönungskrone anfertigen ließ.
Ebenso wenig ist klar, ob die Edwardskrone bei den Krönungen der nachfolgenden Monarchen, Wilhelm II. (1087), Heinrich I. (1100), Stephen (1135), Heinrich II. (1154), Richard Löwenherz (1189 und 1194) und Johann Ohneland (1199) verwendet wurde.
Bei der ersten Krönung Heinrichs III. 1216 wurde ein Chaplet statt der Krone verwendet. Daraus schloss der deutsche Historiker Reinhold Pauli, dass die ursprüngliche Edwardskrone unter jenen Kronjuwelen war, die unter König Johann verloren gingen. Arthur Penrhyn Stanley hielt daran fest, dass die Krone und übrigen Insignien bis 1642 fortbestanden und in der Schatzkammer von Westminster bis zur Regierungszeit Heinrichs VIII. aufbewahrt wurden. Neue Forschungen belegen, dass die Edwardskrone ab dem 14. Jahrhundert sich für einige Jahre in Deutschland, und zwar in Trier, befand. Der Kurfürst und Erzbischof von Trier Balduin lieh dem König Eduard III. von England 50.000 Gulden, die er brauchte, um gegen die Franzosen im Hundertjährigen Krieg antreten zu können. Für das Darlehen nahm er die Krone als Pfand. Dieselbe Krone wurde angeblich 1533 für die Krönung von Anne Boleyn benutzt. Auf Befehl von Oliver Cromwell wurde die Krone während des Englischen Bürgerkrieges zerstört.

## Die heutige Edwardskrone

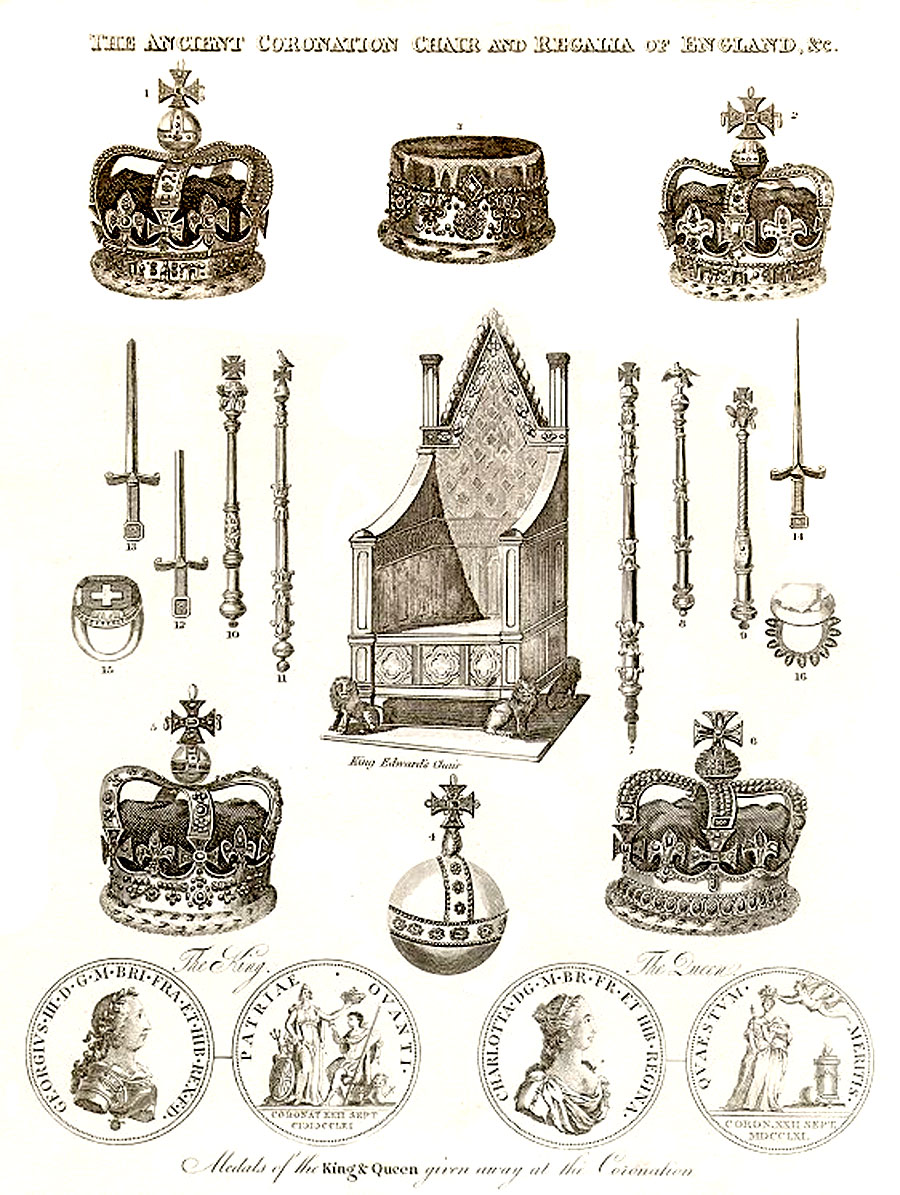
Die Kronjuwelen der Monarchen des Vereinigten Königreichs auf einem Stich von 1814.

Die Krone wurde für die Krönung von Karl II. im Jahr 1661 vom königlichen Goldschmied Sir Robert Vyner nach dem Vorbild der Krone, die angeblich Teil der Kronjuwelen des Heiligen Eduards des Bekenners war und die im Englischen Bürgerkrieg zusammen mit den anderen Kronjuwelen eingeschmolzen wurde, hergestellt. Es gibt keine Einträge in den Rechnungsbüchern, die darauf hinweisen, dass der Juwelier für das Gold bezahlt wurde. Dies deutet darauf hin, dass es ihm aus vorgefundenen Beständen geliefert wurde.

### Form und Design
Die jetzige Krone besteht aus Gold, Silber, Perlen und insgesamt 444 Saphiren, Smaragden, Rubinen und Diamanten. Das Design besteht aus einem breiten Kronreif, dessen oberer Rand wellenartig geschwungen ist. Aus den acht Wellenbergen bilden sich im Wechsel vier Tatzenkreuze und vier Fleurs-de-Lys (Lilien), aus den Kreuzen entspringen vier Kronbügel, die sich nach außen wölben und sich wieder eindellen, bevor sie sich im Scheitel treffen. Der Reif trägt zwölf Edelsteinrosetten. Der obere und der untere Rand des Reifs ist mit Perlen geschmückt. Die Lilien und Kreuze sind ebenfalls mit diamantgerahmten Edelsteinen besetzt. Die Bügel tragen Edelsteine in goldenen Fassungen sowie Edelsteinrosetten. Über dem Scheitelpunkt befindet sich der Globus und darüber ein Tatzenkreuz. Der Globus trägt auf seinem Äquator ein Band aus Diamanten und anderen Edelsteinen. Ein weiteres Band dieser Art trennt die obere Hälfte des Globus von vorn nach hinten. Das Kreuz trägt Diamanten und Rubine sowie eine runde Perle auf der Spitze und jeweils eine tropfenförmige an den Seiten. Das Innere der Krone ist mit einer Haube aus purpurnem Samt ausgekleidet, die eine Umrandung aus Hermelinfell hat.
Da der Kopfumfang der britischen Monarchen variieren kann, muss die Krone, wenn sie nicht passt, wie vor der Krönung von Charles III., angepasst werden.
Der Durchmesser der Krone betrug zur Lebenszeit von Königin Elisabeth II. 20,9 cm, die Höhe von 30,5 cm, das Gewicht 2,155 kg.
Ursprünglich wurden die Edelsteine zur jeweiligen Krönung von anderen Artefakten genommen oder sogar geliehen; seit der Krönung Georgs V. 1911 blieben die Steine in der Krone. Die Perlen stammen vermutlich aus dem Besitz von Königin Elisabeth I.

### Nutzung

#### Krönung
Während der Krönung wird normalerweise die Edwardskrone für den eigentlichen Krönungsakt benutzt, während am Ende der Zeremonie die Imperial State Crown getragen wird; Georg I. trug nur die Staatskrone. Victoria und Eduard VII. wählten wegen des geringeren Gewichts die Imperial State Crown. Georg IV. trug während seiner Krönung eine eigens für ihn angefertigte Krone, erst bei Georg V. kam die Edwardskrone wieder zum Einsatz. Auch Georg VI., Elisabeth II. und Charles III. ließen sich mit ihr krönen.

#### Herrschaftszeichen
Eine heraldische zweidimensionale Repräsentation der Krone fand sich auf Geheiß Königin Elisabeths II. seit 1953 in den Ländern des Commonwealth in Flaggen und Wappen, in Badges der Militär- und Polizeieinheiten, in Logos von Regierungsinstitutionen und anderen privaten Organisationen mit Verbindungen zur Monarchie, um die Autorität des regierenden Monarchen darzustellen. Beispielsweise wird sie als Helmkrone oder zur Bekrönung der Wappentiere in den verschiedenen Flaggen und Wappen der Provinzen und Territorien Kanadas verwendet. Die Nutzung der Krone unterliegt der Zustimmung des Monarchen. Vor 1953 wurde eine heraldische Repräsentation der sogenannten Tudorkrone verwendet. Elisabeths Nachfolger König Charles III. kehrte 2022 zu dieser Kronenform zurück. In Schottland wird anstatt der Edwardskrone meistens eine heraldische zweidimensionale Repräsentation der Schottischen Krone verwendet.

Wappen des Vereinigten Königreichs
Wappen Kanadas
Wappen Neuseelands
Konsularflagge des Vereinigten Königreichs
Abzeichen von Queen Elisabeth II.
Wappen des Hosenbandordens
Auf einem Straßenschild in Kanada

## Belege
1. ↑  Chronicon Monasterii de Abingdon, ed. von Joseph Stevenson, London 1858, S. 463; Barlow, Frank, Edward the Confessor, London 1970, S. 279.
2. ↑  Claude Blair (Hrsg.): The Crown Jewels. The History of the Coronation Regalia in the Jewel House of the Tower of London. 2 Bände. Her Majesty’s Stationery Office, London 1998, S. 108.
3. ↑  Guy von Amiens, The Carmen de Hastingae Proelio, ed. von Frank Barlow, Oxford 1999, S. 48–52.
4. ↑  Ohne Autorenangabe: Triers Erzbischof und die britische Krone. Trierer Zeitung v. 2. August 2013. Zuletzt abgerufen am 2. August 2013.
5. ↑  Legendäre Edwardskrone muss für Charles III. »umgearbeitet« werden. In: Der Spiegel. 4. Dezember 2022, ISSN 2195-1349 (spiegel.de [abgerufen am 4. Dezember 2022]).